# 近鉄8000系電車
近鉄8000系電車（きんてつ8000けいでんしゃ）は、近畿日本鉄道（近鉄）が1964年（昭和39年）に導入した奈良線と京都線用の一般車両（通勤形電車）である。奈良線の輸送力増加のため、1964年7月から新生駒トンネルの開業に合わせて製造された。
本項では8000系の機器配分を見直した車両である8400系電車、新製冷房車の8600系電車、界磁位相制御の試験車である8800系電車についても記述する(8400系電車と同じ車体を持つ機器流用車である920系電車については近鉄1010系電車を参照)。

## 概要
1964年に奈良線の建築限界拡幅工事と新生駒トンネル経由の新線への切り替えにより、奈良線全線で20m級車両の運転が可能となったことから、それまで奈良線で使用されていた大軌時代の木造車(デボ1形)などの木造吊り掛け駆動車の置き換えとして製造された、車体長20m・側面両開き4扉の一般電車である。構造は1961年に奈良線初の20m級一般電車として製造された900系を基本にしている。
8000系のほか改良増備車の8400系・8600系・8800系を含めた4系列を合わせた広義の8000系の製造両数は355両、ベースとなった900系を含めれば379両に達し、また、8400系と同じ車体を持つ機器流用車920系 (後に1010系に改番)を含めると、394両に達し、近鉄においては最多両数を占めていた。

## 構造

### 車体
車体は900系を基本とし、全長20,720mm(車体長20,000mm)、裾を絞った全幅2,800mmである。車体塗装は当初900系と同様、ベージュ色地に窓下に青色の帯を配した塗装であったが、数年でマルーンレッド一色に塗り替えられ、1980年代後半からは現行のシルキーホワイトとマルーンレッドのツートンカラーに塗り替えられた。

### 走行機器
主要機器も900系を基本に製造当初より昇圧準備がなされており、駆動装置はWNドライブで、主電動機は日立製作所HS-833Jrbや三菱電機MB-3064AC (出力は各々115kW→1969年〜145kW) が混在しており、制御装置は日立製作所製（モーター4台を2群に分けて直並列制御）で各電動車に搭載した。
台車は近畿車輛製シュリーレン式で、8021F - 8068F・モ8200形・サ8700形は金属ばねのKD-51系、8069F - 8090F・モ8210形・サ8710形は空気ばねのKD-64系、モ8250形は新設計のKD-86系を装着する。
集電装置はモ8000形・モ8200形ともに1968年度製造車以前は新製時2基であったが、1500V専用車として落成した1969年度製造車は1基で登場した。2基を搭載していた車両も、1972年以降に1基が撤去されているが、冷房改造時に再度増設した車両もある。ただ、後述の8023Fは冷房化まで1基分の撤去は実施されず、中でもモ8203は2基のままで冷房化が行われたため、新製時から廃車時までずっと2基であった。
ブレーキ（制動）方式はHSC-D（発電制動・抑速制動付き）電磁直通ブレーキである。重量配分を均一にするため圧縮機・電動発電機はT車（付随車）またはTc車（制御車）に搭載されている。

## 形式別概説

### 8000系

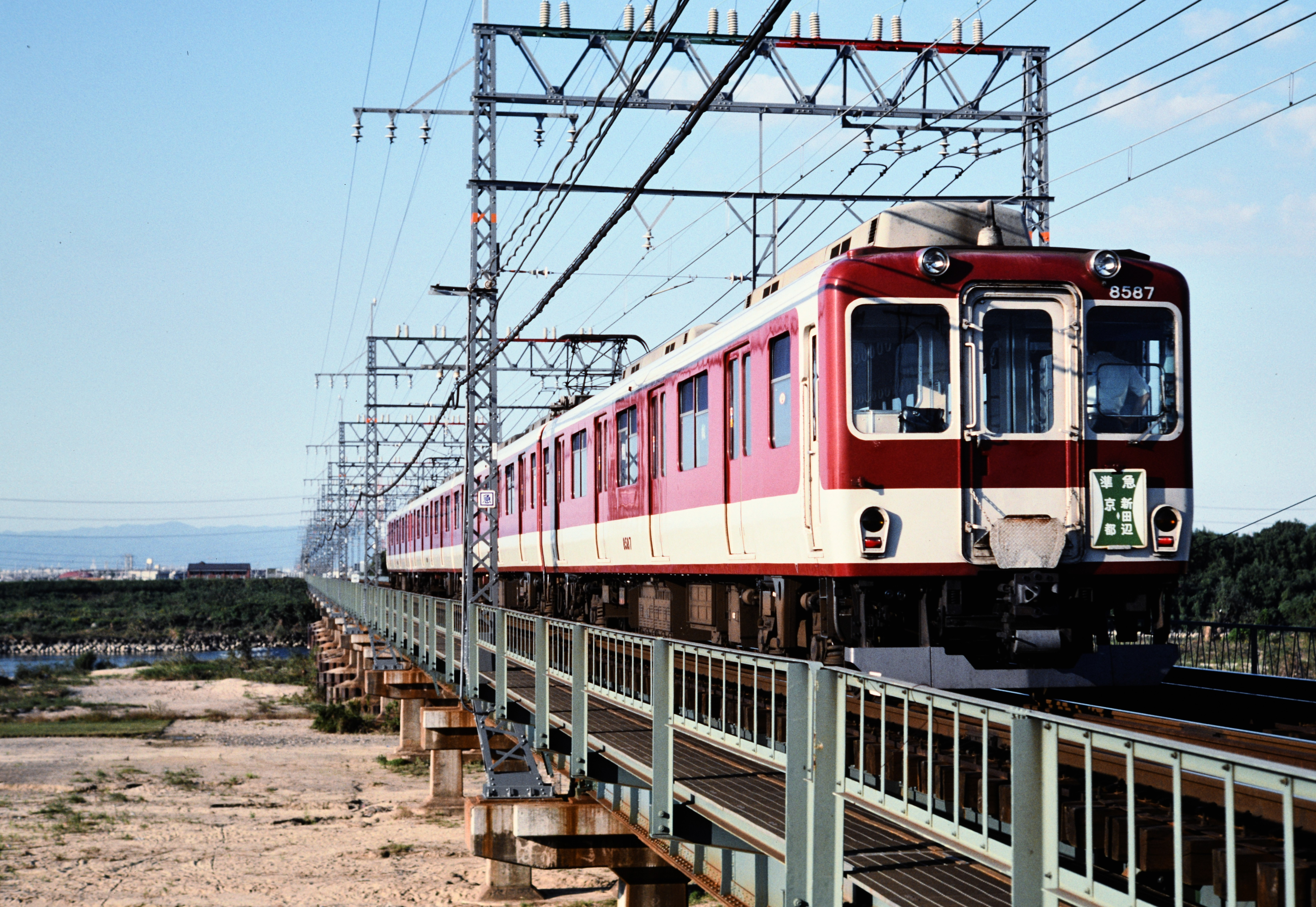
8000系の京都線準急（1990年）

狭義の8000系は1964年に2両編成31本（62両）を製造し、以後編成単位では1969年、2両編成の3・4両編成化のための中間車は1980年まで製造され、4両編成31本、3両編成6本、2両編成33本の計208両が製造された。1972年8月に菖蒲池駅付近で発生した爆破事件で被災した2両編成1本が編成を分解して他形式に編入されたため、全車両が一度に揃ったことはなく、同時に揃ったのは206両が最多となる。
電算記号は2両編成がE、3両編成がB、4両編成がLとなっている。

#### 扇風機車
1964年から1966年製造の8021F（F=編成） - 8059Fまでは扇風機装備車として登場した。架線電圧1500V昇圧に際し900系を編入する予定があったため、モ8000形・ク8500形とも末尾21から番号が始まっている。

#### ラインデリア車
1967年から1969年製造の8060F - 8090Fはラインデリア（三菱電機製の補助送風機商品名）装備車で登場している。本系列の大阪線版は扇風機装備車を2400系、ラインデリア装備車を2410系、名古屋線版は扇風機装備車を1800系、ラインデリア装備車を1810系、南大阪線版は扇風機装備車を6000系、ラインデリア装備車を6020系と他線区は系列を区別しているが、本系列はラインデリアの有無によって新たな系列を立ち上げず、同一形式・連番としている。

#### アルミ車体試作車
8000系の内、1968年に製造した元8069F（モ8069 - サ8720 - モ8220 - ク8569の4両）はアルミ車体試作車である。電算記号はL69で、後述の6両編成化以降の編成記号は8074Fであった。
車体形状は前面隅や肩部のRが小さく角張ったスタイルと、車内灯の覆いがないことで判別は容易である。なお、この車体形状は後に登場したステンレスカー3000系や界磁チョッパ制御車8810系以降の車体設計の基本となっている。普通鋼製のモ8000の重量、約41 tに対し、モ8069では約35 tとなっている。
外装は普通鋼車同様の塗装（登場当初はマルーンレッド1色、後にマルーンレッドとシルキーホワイトの2色） が施されている。当初はアルミの地肌のまま竣功させる案も存在したが、当時の奈良線の特急運用でマルーンレッドの編成と混結した場合の見た目の不調和を憂慮して塗装に変更された。
台車はアルミ車用に用意されたKD-64B・Cで、通常のKD-64系台車と異なりボルスターアンカーが同一方向を向いているのが特徴であった。制御器はVMC型とされたが、それ以外の走行機器は他の4両編成に準拠しており、パンタグラフの配置も同一となっている。

### 8400系
1969年、奈良線600Vから1500Vへの昇圧直前に製造開始され、1972年までに55両（8000系からの編入車1両〈後述〉を含む）が製造された。8000系とほぼ同形であるが、3両または4両編成を基本とするため、機器配分を見直して電動発電機とコンプレッサーを4両分の大容量のものに変更しTcに集中搭載している。車体は8000系後期型（60番台以降）と同一で空調装置もラインデリア装備。電算記号は2両編成でE、3両編成でB、4両編成でLとされた。大阪線に投入された2430系の奈良線版である。
性能面では8000系後期型（60番台以降）と同様で、駆動装置や制御装置、制動方式も同系後期型に準拠し、主電動機も日立製作所HS-833Krbと三菱電機MB-3064AC（出力は共に145kW）が混在している。台車も8000系70番台以降と同様のKD-64系が採用されているが、1971年に製造された3両編成の8412F - 8414Fとモ8400形モ8415の10両は新造品の金属バネ台車（M車はKD-73、T車はKD-73A）を装備する。
集電装置は2両編成はモ8400形の連結側に1基、3両編成はモ8450形に2基、4両編成はモ8450形とモ8400形に各1基装備した。なお、新製時（非冷房時代）は2・4両編成はそれぞれモ8450形とモ8400形に各2基、3両編成はモ8450形とモ8400形の運転台側に各1基装備されていた。
電動発電機とコンプレッサーはク8300形にそれぞれ装備し、4両分の補給能力を持たせて集約搭載している。
8000系とともに奈良線、京都線、橿原線系統で運用された。1992年からは8400系がワンマン運転対応に改造され田原本線に入線している。
4両編成は東花園検車区、3両編成は西大寺検車区に配置されている。

### 8600系

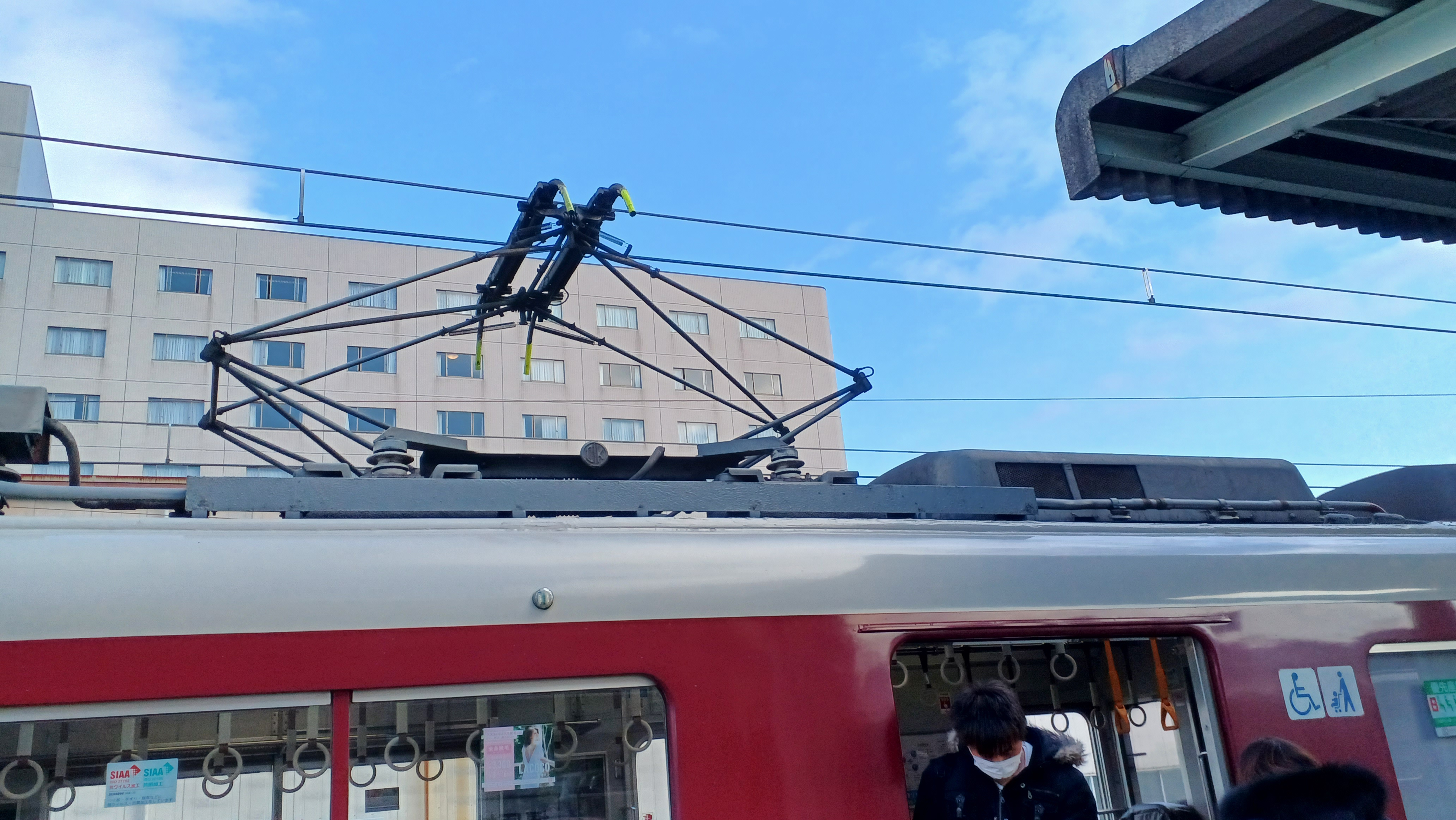
近鉄8600系菱形パンタグラフ

8400系をベースに登場時から冷房装置を取り付けた車両で、1973年から1979年にかけて4両編成20本、6両編成1本の計86両（8000系からの編入車1両〈後述〉を含む）が製造された。電算記号はX（50番台）。大阪線・名古屋線の2800系、南大阪線の6200系の奈良線版である。
冷房搭載に伴い、屋根の形状が変更され、8400系に比較して高く丸くなっている。本系列は当初より正面の貫通ドア上部に方向幕を設置し、以降の通勤車に標準装備されたほか、在来車にも取り付けられていった。この関係で8619Fまでの車両では大型運行標識板取付ステーが省略され、方向幕故障時には乗務員室の車掌台側前面ガラスからその標識板を掲示していた。冷房装置は10500kcal/hの集約分散型が1両あたり4台設置され、熱交換形換気装置（ロスナイ）を搭載して連続したクーラーキセに納められた。前面の排障器も新製時から装備している。
性能面では8400系と同様で、駆動装置や制御装置、制動方式、補機類の配置も同系に準拠するが、本系列では主電動機は三菱電機製MB-3064-AC型 (145kW) に統一されている。制御装置はモ8612がVMC式であるのを除いてMMC式である。
台車は新設計の近畿車輛製KD-76形空気バネ台車が採用されている。集電装置は菱形PT-42型をモ8650形に2基、モ8600形の連結側に1台装備した。制動方式はHSC-D型（発電・抑速制動付き）である。また、8619FではサイリスタMGと呼ばれるブラシレス式の電動発電機を搭載し、後に南大阪線の6600系に反映された。
増備途中から設計変更が見られ、初期車の8601F - 8610Fはラインデリアを装備しておらず、1985年に扇風機を設置、後にローリーファンに交換されている。1974年登場の8611Fからはラインデリアが併設され、8612Fのモ8612は1972年の菖蒲池爆破事件で被災したモ8059のVMC式主制御装置が転用された。
1976年製造の8614F以降は座席のひじ掛けが大きく湾曲したものに変更され、2800系と同一の座面の低い奥行きの広くしたものとされた。この内、8617Fは2両編成で登場したが、1972年の菖蒲池爆破事件後に中間車の増備と車両組み替えですぐに4両固定編成に組成変更した。
1978年に登場した8619Fは唯一新造時から6両編成を組成して落成し、サ8150形サ8169・サ8170に電動発電機とコンプレッサーが搭載され、モ8600形モ8620・ク8100形ク8120は存在しないため、欠番となった。また、同編成以降の車両ではブレーキ装置に除湿装置が標準装備となった。
1979年製造の8621F・8622Fは冷房効率を高めるためにラインデリアが併用され、パンタグラフは下枠交差式を採用し、当時まだ存在していた大型運行標識板取付ステーも復活した。
6両編成は西大寺検車区、4両編成は東花園検車区に配置されている。

### 8800系
既存抵抗制御車の省エネ改造のモデル車両として、8600系をベースに制御方式を界磁位相制御に変更して製造されたのが8800系である。試験的な意味合いから、また、界磁チョッパ制御の8810系が開発されたため、1980年の4両編成2本のみの製造にとどまり、その後は車体の形状と制御装置を大幅に変更した8810系に引き継がれる。従って、6800系から約23年続いた、丸みを持たせた近鉄型4扉通勤車スタイルの最終車両である。本系列に相当する大阪・名古屋・南大阪線版の車両は存在しない。電算記号はFL（FL02・FL04）。
外観は8600系8621F・8622Fに類似するが、車内の貫通扉がすべて片開き式（従来は一部両開き式）であり、下枠交差式パンタグラフを2基（8621F・8622Fは3基）搭載している点で異なる。
さらに後述の車体更新による側面の行先表示機設置までは、側面の行灯式種別表示の視認性を向上させるべく、表示部分の肩部の傾斜がないように屋根の丸みが始まる位置を8600系より25mm上げた点でも8600系とは異なっていた。
奈良・京都線では初の1C8M方式としてMM'ユニット方式が採用され、電動発電機の出力電流で界磁を制御する界磁位相制御方式による回生ブレーキが採用された。しかし、主要機器は従来車に準じており、併結可能となっている。台車は新設計のKD-86が採用された。
本系列をモデルとして920系（現・1010系）、1000系の高性能化ならびに、8000系、8400系、8600系の一部編成で1C8M方式MM'ユニット化・回生ブレーキ化が実施されている。
2025年3月現在、本系列に廃車は発生しておらず、全車が東花園検車区に所属している。

## 改造

### 組成変更と編成両数の減車
1965年に8021F - 8030F、1967年に8060F - 8068F、1969年に8080F - 8084Fが増結用の中間車と編成を組み合わせ、4両固定編成24本に組成変更した。
後述の冷房化時に8060F・8063Fが1967年製の中間車を抜いて元の2両編成に戻し、8073Fが8063F、8072Fが8060Fから外された1967年製の中間車と編成を組み合わせ、4両固定編成2本に組成変更した。
製造時、8411Fは2両編成で、モ8400形モ8415・モ8417は単独Mc車だったが、モ8400形モ8415は8416Fの製造時に新造のモ8450形モ8465とク8300形ク8315と編成を組み合わせ、3両固定編成、8411F・モ8400形モ8417は難波・京都寄りからモ8417 + モ8411 - ク8311で運用され、その後後述の冷房化時にモ8400形モ8417はモ8411、モ8450形モ8411は運転台撤去車として中間車化の上でモ8461に改番が行われ、3両1ユニットに組成変更した。
2006年10月から11月にかけて8085F・8087Fがサ8710形8725・8727とモ8210形8225・8227、8405Fがサ8350形サ8355とモ8450形モ8455を抜いて2両固定編成に短縮した。

### 8000系の冷房化
1974年に在来通勤車の冷房化のトップを切って、8000系の8023Fに試作的に冷房化が行われ、8600系初期車に準じた冷房化が実施、10500kcal/hのCU-19形クーラー4基およびロスナイが設置された。外観も8600系に準じた連続タイプのクーラーキセが取り付けられ、初期製造車の特徴であるベンチレーターも全て撤去したものであった。
ただ、改造コストなどの問題でこの8023Fの4両をもって、その後の冷房改造は一旦中止されたことから、このタイプのクーラーキセによる改造は行われず、内容を見直した上で1977年から1985年にかけて本格的に改造された。こちらは8400系に見られるような分割タイプのキセとされ、また初期製造車はベンチレーターが一部残され、外観上の大きな特徴となった。

### 8400系の冷房化と車体前面の方向幕設置
8400系は1978年から1985年にかけて順次冷房化と車体前面の方向幕設置が行われ、8404F・8405F・8408Fのパンタグラフが下枠交差式に交換された。
ラインデリア車については他線の車両と同様に屋根が低い分、冷房装置室外機の背が高い。この内、8403F・8404Fの4両編成2本は回生ブレーキ化された時にはすでに冷房改造後のため、制御電動車であるモ8400形モ8403・モ8404の電装解除および制御車化を実施したおりには装備していたパンタグラフも撤去されたが、この電装解除車であるク8350形ク8353・ク8354の冷房装置およびクーラーキセ配置はモの時代そのままとされたため、後位寄りのクーラーキセ配置が前寄りのままとなっているなど、他のク8350形とは異なっている。また、8405Fに組み込まれているモ8450形モ8455は省エネ改造を行わず抵抗制御と発電制動式のまま冷房化が行われたため、パンタグラフが1基のみ設置され、冷房装置の配置変更、分割形クーラーキセの設置など、他のモ8450形とは違うものとなっていて、趣を異なるものとしていた。

### アルミ車体試作車の冷房化と車体上部の屋根構体交換
アルミ車体試作車は1985年に冷房化と車体上部の屋根構体交換が行われ、同時にパンタグラフが下枠交差型に交換された。モ8069、モ8220ともに冷風改善のため、パンタグラフ寄りのクーラーの設置位置を車端側に移した影響で他の8000系パンタグラフ搭載車よりもその搭載位置を車端側に移動した。また、モ8220はパンタグラフを2基に増設可能なようにクーラー配置位置も同形他車とは大幅に変更された。クーラーキセの形状も車体形状の差異から他車に比べ、やや薄い形状のものが使用され、モのパンタグラフ寄りのキセについても、上記の理由により、他車のものに比べ、やや長いものが使用されるなどしていた。

### 爆破事件被災車の復旧と改番・編入
8059Fは1972年8月2日に奈良線菖蒲池駅付近を走行中に爆破される未解決事件（近鉄奈良線爆破事件）で被災した。復旧にあたり、台車は検証・復旧後の1976年に空気ばねのKD-76系が新造され、いずれも運転台撤去車として中間車化の上で方向転換、モ8000形モ8059は運転台側のパンタグラフ撤去と電装解除の上でサ8167、ク8500形ク8559は電装の上でモ8459に改番が行われ、サ8167は8600系、モ8459は8400系に編入された。
製造時、8409Fは2両編成だったが、1972年に発生した8000系ク8500形ク8559（近鉄奈良線爆破事件の被災車両）を1976年に復旧させたモ8459として2両編成の中間に組み込み、3両固定編成に組成変更した。モ8459は現在、奈良線所属車で唯一の扇風機装備車であり、蒲鉾型ベンチレーターが付いている車両でもあり、サ8167とは異なり、2つの窓ガラスがサッシを共有せずに独立して取り付けられている。
台車は種車の金属ばね台車ではなく、8600系のKD-76を改良したKD-76B形空気ばね台車が新造された。運転台側に繋がるモ8400形モ8409は切妻を幅狭貫通路に改造されたが、室内側は幅広・両開扉の状態となっている。
製造時、8617Fは2両編成だったが、1972年に発生した8000系モ8000形モ8059（近鉄奈良線爆破事件の被災車両）を1976年に復旧させたサ8167として、新造のモ8650形モ8667を2両編成の中間に組み込み、4両固定編成に組成変更した。しかし、2014年9月に8617Fが後述のB更新時に中間から車齢の高いサ8167を抜き、1010系モ1010形モ1062（近鉄鈴鹿線三日市駅構内列車火災事故の被災車両）をサ8177として中間に組み込み、車体断面の異なる4両固定編成に組成変更した。

### 省エネ改造

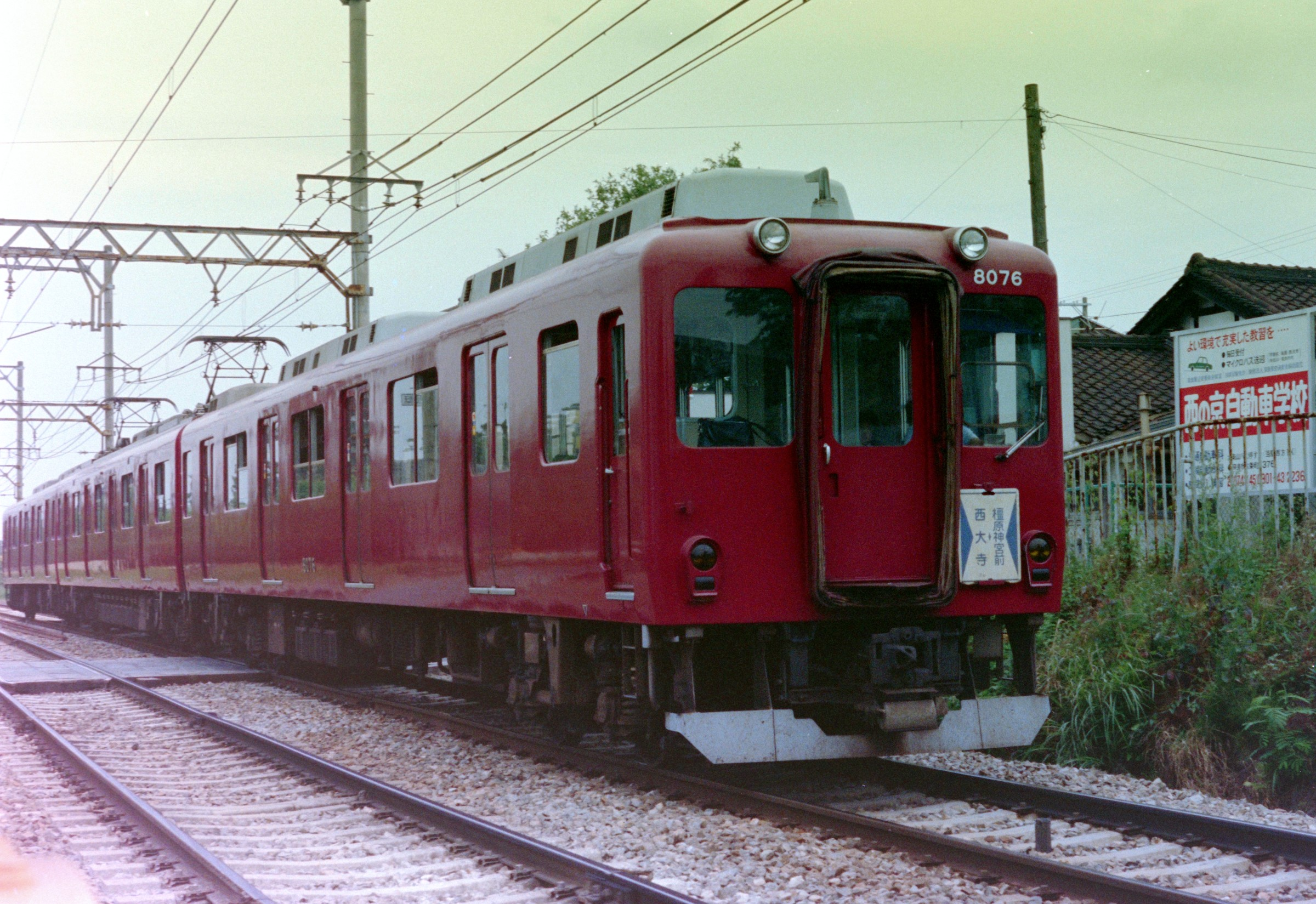
8076Fの3両編成（1981年）

8000系は1980年から1983年にかけて8080F - 8084F・8086F・8088F - 8090Fに8800系に準じた界磁位相制御化とMとペアで1C8M化と回生ブレーキ化を中心とする省エネ改造が行われた。この際、モ8000形は電装解除の上でク8710形、サ8710形は電装の上でモ8000形に改番が行われ、8710形と8000形の車番が入れ替わり、モ8210形はパンタグラフを2基搭載した。
1980年に8070F・8071F・8076F - 8079Fが増結用の新製冷房車として製造されたモ8250形と編成を組み合わせ、車体断面の異なる3両固定編成6本に組成変更した。この際、Mcとペアで1C8M化と回生ブレーキ化を中心とする省エネ改造が行われた。モ8250形は製造当初より冷房装置付きで製造されたため、冷房化編成に比べ、車体断面の屋根部分が高くなっており、下枠交差式を2基搭載して落成したため、モ8000形からパンタグラフが撤去された。
8400系は8401F - 8404F・8406F - 8409F・8411F - 8416Fには1C8M・回生ブレーキ化による改装が行われた。4両編成では制御電動車モ8400形から制御車ク8350形への電装解除とサ8350形から中間電動車モ8400形への電装化の中間電動車ユニットへの改装とモ8450のパンタグラフ集約が行われ、3両編成では制御電動車モ8400形は存置されたものの、主制御装置のモ8450形への集約化に伴う機器配置変更による界磁制御装置の搭載の改装とモ8450のパンタグラフ集約が行われた。
8600系でも1982年に8601F - 8603F・8612Fが8800系に準じた界磁位相制御に改造された。車体重量の重い新造冷房車への省エネ効果が高くなかったため、追加改造は行われなかった。この際、モ8600形が電装解除の上でク8150形、サ8150形が電装の上でモ8600形に改番が行われ、8150形と8600形の車番が入れ替わった。モ8612の制御装置はMMC式に変更された。

### 車体更新
8000系では1983年に車体の内外装材交換および方向幕設置を中心とする車体更新が行われた。8400系では1986年から1993年にかけて車体の内外装材交換と車体側面の方向幕設置などを中心とする車体更新が行われた。
8600系では1993年から1999年にかけて全編成に車体側面の方向幕設置を中心とする車体更新が行われた。8800系では1999年に車体の内外装材交換、乗降口の雨樋取付、車体側面の方向幕設置などを中心とする車体更新、後年、車体連結部の転落防止幌設置が行われた。

### 連結器の高さ変更
奈良線系統用車両は前頭部の連結器の高さが800 mmとなっていたが、1989年に大阪線・名古屋線と同じ880 mmに揃える改造が行われた。
この際、8000系アルミ車体試作車の8069Fは連結器の高さを上げる改造が困難なため、モ8069とク8569が向かい合うように難波・京都寄りからサ8720 - モ8220 - ク8569 + モ8069に組み替え、8074Fがアルミ車体試作車（元8069F）を中間に組み込み、車体断面の大きく異なる6両固定編成に組成変更した。

### 8400系のワンマン化改造

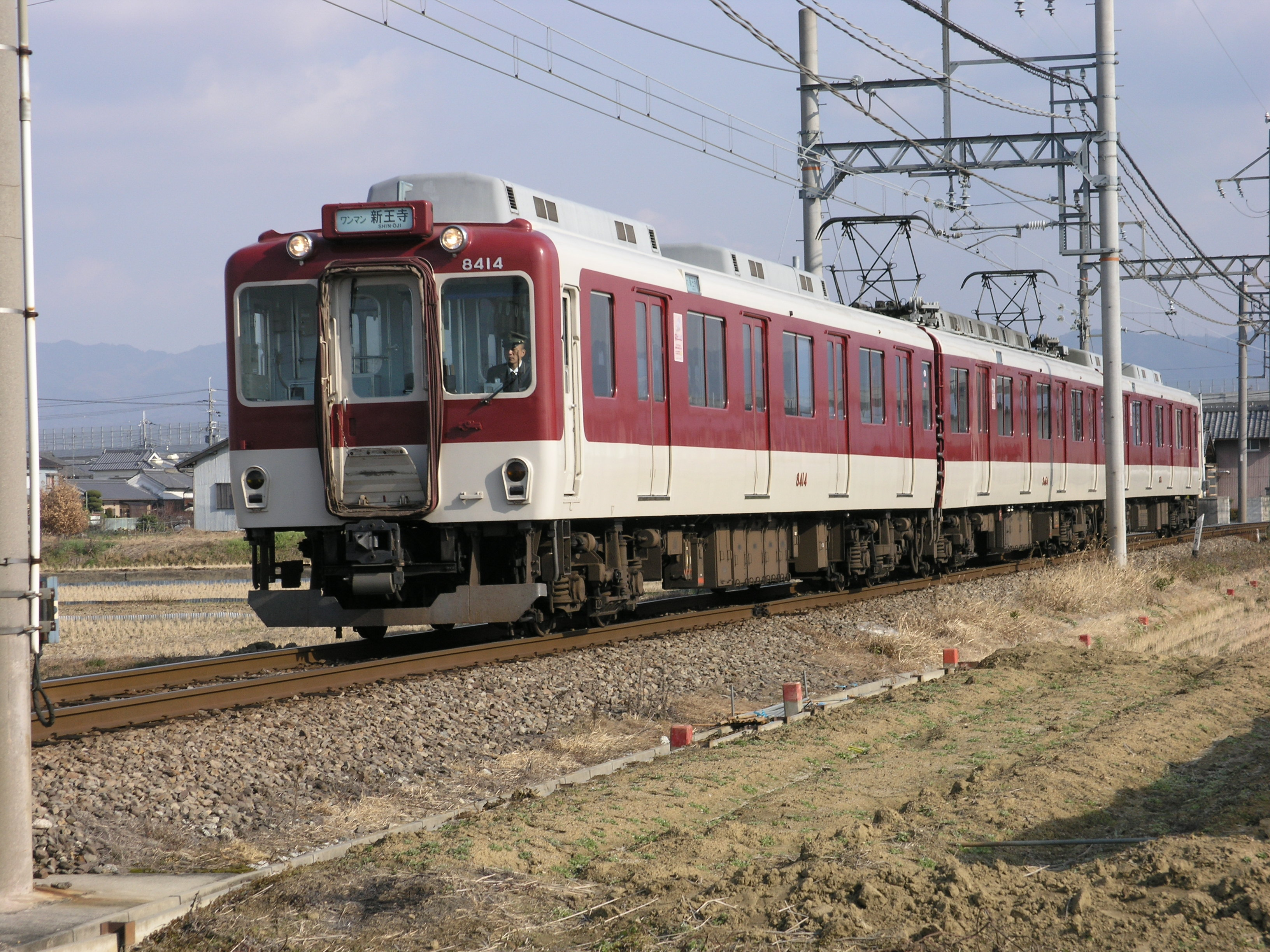
田原本線ワンマン列車の8414F
コイルばね台車（KD-73/KD-73A）を装備した3両編成

田原本線でのワンマン運転開始に伴い、8400系のうち3両編成7本に1992年から1993年にかけて足踏み式デッドマン装置と車内自動放送装置とドアブザーの設置とドア制御装置の交換などを中心とするワンマン化改造が行われた。

### B更新

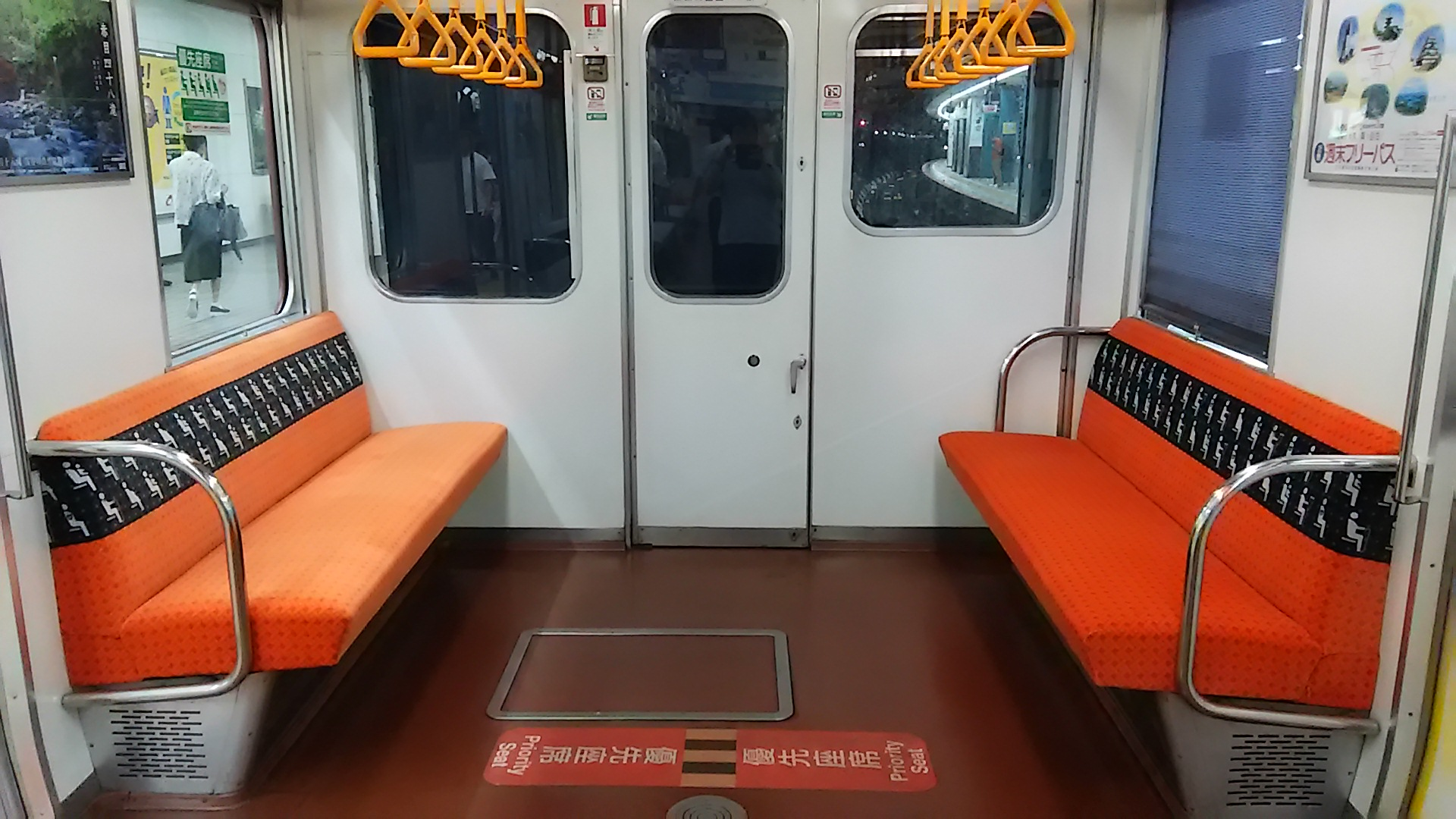
8000系8079Fモケット更新後の優先座席

1996年から2000年にかけて8070F - 8090Fに2回目の車体更新（B更新）が行われた。アルミ試作車も1999年にモ8069・ク8569の列車無線アンテナ・スカート・運転台撤去および中間車化を中心とするB更新が行われ、同時にク8569はサ8569に改番が行われたものの、外観は先頭車時代と何ら変わらなかった。
8400系は1997年から2003年にかけて2回目の車体更新（B更新）が行われた。後年、8402F - 8404F・8406F - 8409F・8411F - 8416Fに車体連結部の転落防止幌設置、一部編成に座席のモケット交換が行われた。
8600系は2002年から2019年7月にかけて全編成に2回目の車体更新（B更新）が行われた。内容はいずれも車体連結部の転落防止幌設置のほか、2009年以降のB更新車ではモ8600形連結側車端部の車椅子スペース設置が行われた。2016年の更新車からは内装んリニューアルも行われている。
8800系は2018年から2020年にかけて2回目の車体更新（B更新）が行われた。内容はいずれも8600系8621F・8622Fと同一で、ク8900形偶数車の車椅子スペース設置が行われた。
後年、8000系8078F・8079F・8081F・8083F・8084F・8086F・8088F - 8090Fに車体連結部の転落防止幌設置、一部編成に座席のモケット交換が行われた。

### 内装リニューアル
2016年からの更新車は車内の内装デザインが2610系2627FのB更新を皮切りに新仕様の内装デザインに変更され、8000系列では8600系8622Fから採用されている。8000系列では8800系の更新時にも内装変更が行われた。
座席モケットは一般席がグレー、優先席はオレンジを基調としたデザインに背面部分には黒色のラインを追加したものとされ、化粧板は妻面や側面扉は黒色を基調として側面窓部分は白色を基調とし、床面は茶色を基調にドット柄で構成された新仕様とされた。つり革は従来の丸型で存置されているが、優先席部分は2610系2627Fと同様の三角形にオレンジ色のつり革に交換され、乗降口付近の枕木方向につり革を増設した。
各車両優先席部分には床面表示を追加して一般席との区別を容易とし、車端部の6人掛け座席と扉間の7人掛け座席中央部にスタンションポールを追加して安全性を向上させ、側面扉端部に黄色テープを配して床面には黄色を基調とした耐摩擦仕様のものを配して視認性を向上させ、8621Fのサ8150形サ8171では奈良寄りの妻面が塞がれた。

### パンタグラフの交換
2017年に定期検査で出場した8619Fのモ8650形モ8669のパンタグラフが下枠交差式に交換された。

## 運用
8000系は当初は奈良線のみに投入され、初期の頃は8400系とともに主に奈良線特急で運用された。1968年に京都線の建築限界拡幅工事完成に伴い京都線で、1970年には新たに開業した難波線で、1973年には建築限界拡幅工事の完成した橿原線・天理線でも運用開始された。1983年からは生駒線での運用も開始された。

### 3両編成
- 8400系8409F・8411F - 8415F

全編成が踏面清掃装置を装備するため、編成単独で運用可能ではあるが、奈良線系統では田原本線を除き、3両編成単独での運用は存在しないため、これらを2編成連結した6両編成で運用されており、通常では原則として8000系は8000系同士、8400系は8400系同士で連結して運用されている。
奈良線では大阪難波駅折り返しの急行 - 普通列車で運用されており、京都線では急行を中心に京都駅 - 新田辺駅間の準急・普通列車で運用されている。6両編成単独および他形式連結の8両・10両編成で運用する列車もある。6両固定編成の8600系8619Fと共通で運用されている。
ワンマン運転対応の8400系8409F・8411F - 8415Fは単独編成で田原本線でも運用されている。2001年3月から2003年3月までの2年間は8000系共々生駒線でも日中時間帯に3両単独で運行されていた時期があったが、こちらは車掌乗務であった。

### 4両編成
- 8000系8081F・8086F
- 8400系8402F - 8404F・8407F・8408F
- 8600系8151F・8153F・8605F - 8610F・8613F - 8616F・8618F・8621F・8622F
- 8800系8802F・8804F

単独編成で京都線や橿原線、天理線の普通列車で運用されている他に、他形式連結の6両 - 10両編成で京都線急行や奈良線大阪難波駅折り返しの快速急行 - 普通列車で運用されている。ワンマン改造は施工されておらず、2018年現在ではダイヤ混乱時の代走を除いて生駒線で運用されていないが、900系の大多数が奈良線系統の運用に戻されてからワンマン運転開始前までは8000系60番台編成を中心に抵抗制御の編成がほぼ専属的に運用に就いていた。

### 6両編成
- 8600系8619F

6両固定編成のため、京都線では急行運用が大半であるが、京都駅 - 新田辺駅間の準急・普通列車での運用も存在する。奈良線では大阪難波駅折り返し列車に限定して、列車種別や編成両数を問わずに幅広く運用されている。8000系・8400系の3両編成を2本連結した6両編成と共通運用となっている。

### 過去の運用

#### 2両編成 (2014年消滅)
- 8000系8031F - 8058F・8060F・8075F・8085F・8087F
- 8400系8410F

主に他編成と併結した4両 - 10両編成で京都線系統の急行 - 普通列車や奈良線大阪難波駅 - 近鉄奈良駅間の快速急行 - 普通列車で運用されていた。6両編成の不足時では3 - 5編成連結した6 - 10両編成で運用する事もあった。最後期は8000系8085F・8087Fと8400系8410Fの6両が在籍していた。

#### 3両編成
- 8000系8070F・8071F・8076F - 8079F
- 8400系8416F

#### 4両編成
- 8000系8021F - 8030F・8061F - 8068F・8072F・8073F・8080F・8082F - 8084F・8088F - 8090F
- 8400系8401F・8405F・8406F
- 8600系8152F・8162F・8604F・8611F・8617F

#### 6両編成
- 8000系8074F

## 復刻塗装・アートライナー
- 8409F：初代600系復刻塗装（2018年7月18日営業運転開始[35] - 2022年3月31日）
  - 2018年4月26日に田原本線が開業100周年を迎えるにあたり、記念事業の一環として当時の600系を模したダークグリーンへの塗装変更が行われたものである[35]。
- 8414F：820系復刻塗装（2018年4月1日営業運転開始[36] - 2022年3月31日）
  - 2018年4月26日に田原本線が開業100周年を迎えるにあたり、記念事業の一環として当時の820系を模したマルーンレッドに銀帯を施した塗装への変更が行われたものである[36]。

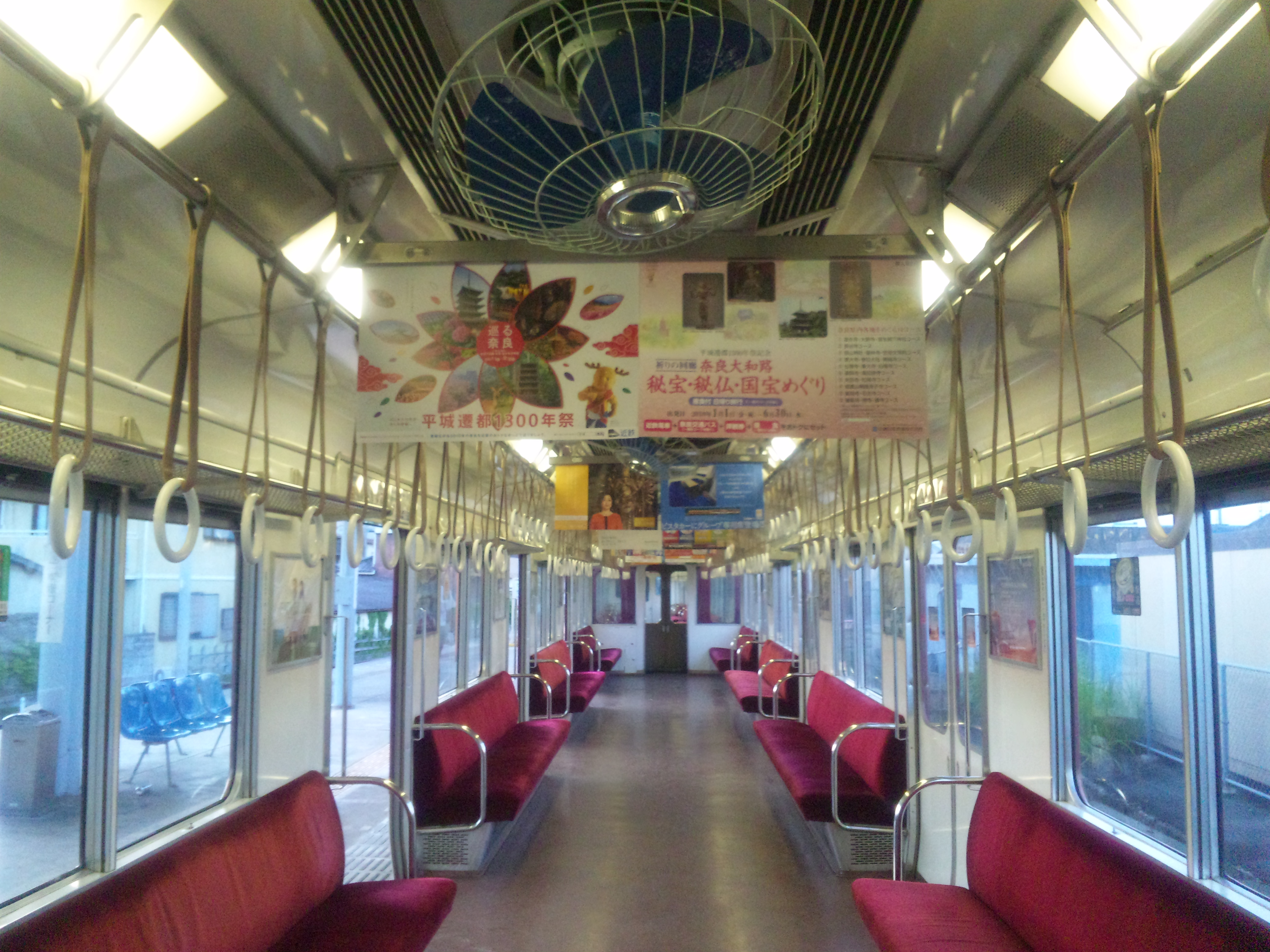
モ8450形モ8459の車内
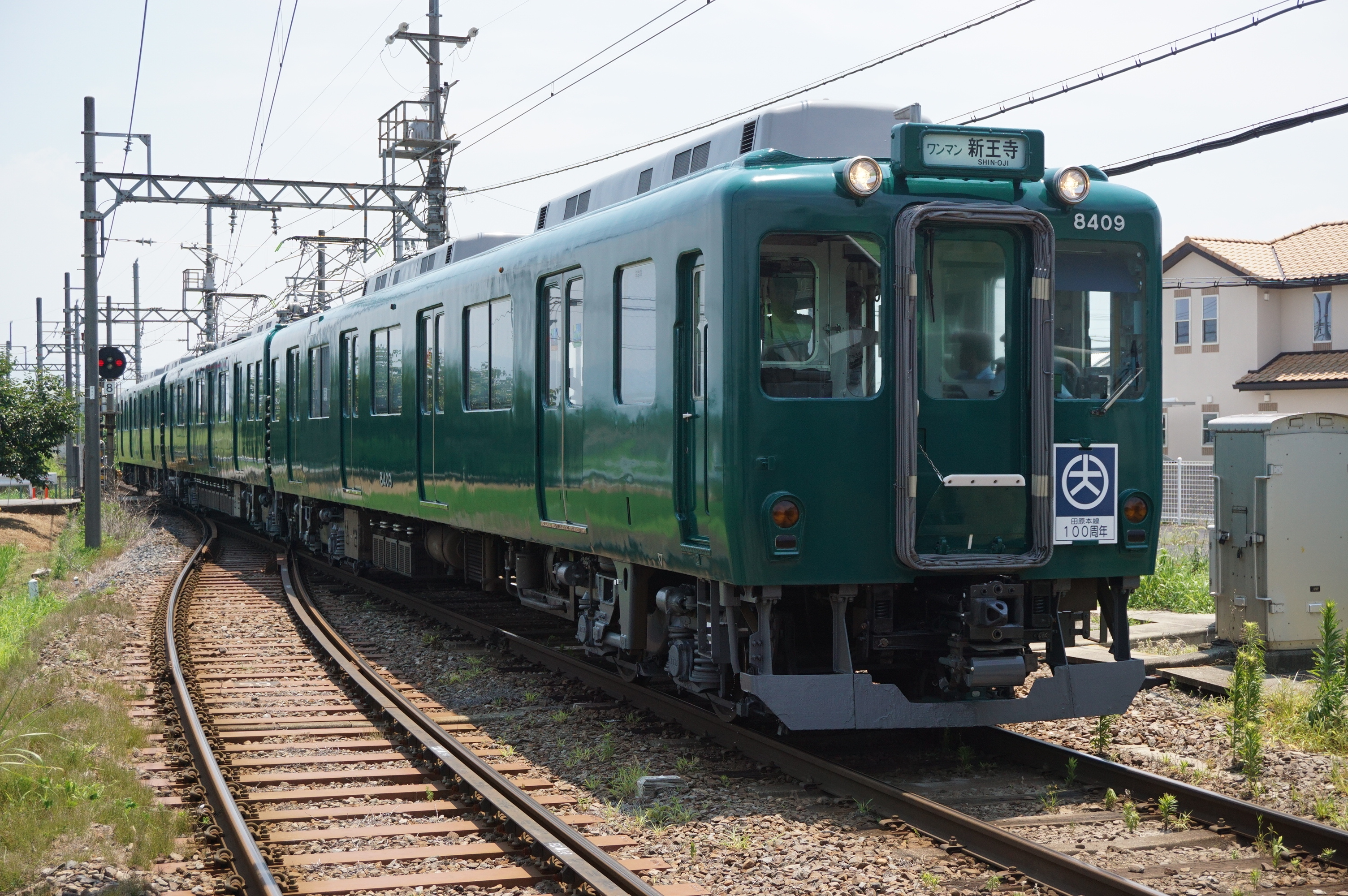
田原本線開業100周年復刻塗装車（8409F）
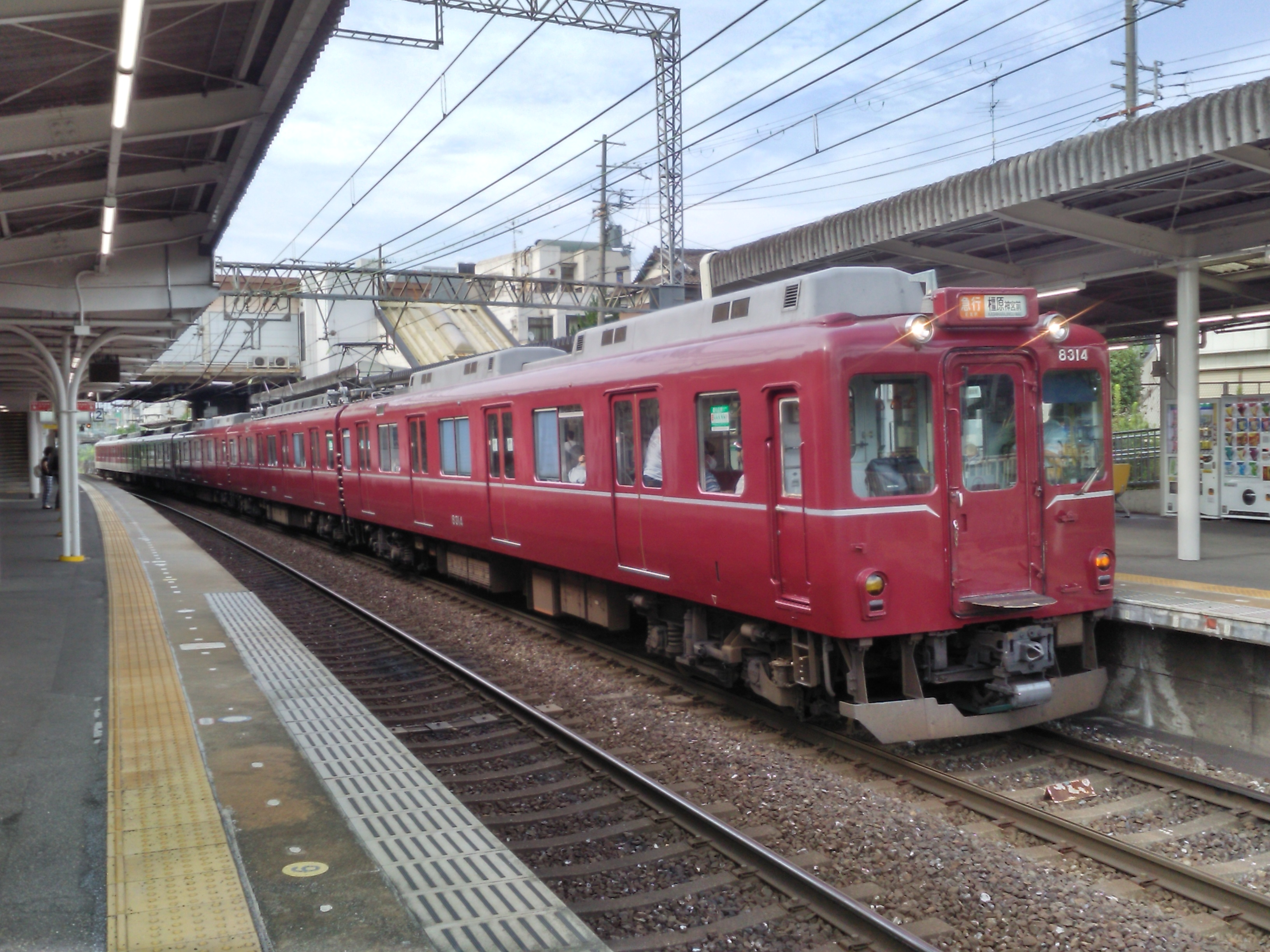
田原本線開業100周年復刻塗装車（8414F）

## 廃車
8000系は全盛期は206両だったが、2025年5月までに198両が除籍されている。
先述の未解決事件（近鉄奈良線爆破事件）による8059Fの編入を除き、まず1996年に8022F・8024F・8031F・8032F・8033F・8034F・8035F・8039F、1997年に8021F・8026F・8027F・8036F・8038F・8040F・8041F・8043F、1998年に8023F・8025F・8028F - 8030F・8037F・8042F・8045F・8046F・8048F、1999年に8044F・8047F・8049F・8050F、2000年に8054F・8055F・8057F・8058F、2001年に8051F - 8053F、2002年に8056Fが廃車となっており、この時点で扇風機装備車は全廃となった。続いて2000年に8064F・8068F、2001年に8060F・8061F・8065F - 8067F、2002年に8062F・8063F、2004年に8072F・8073F・8075F、2005年12月に8074F、2006年4月に8076F・8077F、5月に8080F、10月から11月にかけてサ8710形8725・8727とモ8210形8225・8227、2009年1月に8082F、2010年8月に8070F・8071F、2014年7月に8085F・8087F、2023年2月に8078F・8079F、2024年9月に8083F、10月に8084F・8088F、12月に8090F、2025年5月に8089Fが廃車となっており、この時点で残る8081F・8086Fのラインデリア装備車8両は東花園検車区に所属している。
8000系の廃車で発生した主電動機と台車がモト94・96の機器更新用、台車の一部が900系、1010系 (Tc車のみ) 、2610系 (一部編成のTc車・T車のみ)  、2000系 (一部編成のTc車のみ) の台車交換用へ転用された。
8400系は2025年7月までに25両の車籍抹消が発生している。
2004年8月に8401F、2006年11月に先述の編成両数の減車時に8405Fから外されたサ8350形サ8355とモ8450形モ8455、2012年6月に先述の編成両数の減車時に中間からサ8350形サ8355とモ8450形モ8455を抜いて2両編成に短縮した8405F、2014年5月に8410Fが廃車となった。
8600系は2014年9月に組成変更時に8617FのB更新での施工対象外とされたサ8167（元8000系モ8000形モ8059（近鉄奈良線爆破事件の被災車両））、2024年5月に8611F、9月に8617F・モ8650形モ8667・サ8177（元1010系モ1010形モ1062（近鉄鈴鹿線三日市駅構内列車火災事故の被災車両））が廃車となった。